# Сугамата, Тэцуо
Тэцуо Сугамата (яп. 菅又 哲男; род. 29 ноября 1957, Уцуномия) — японский футболист. Выступал за сборную Японии.

## Клубная карьера
В  1980 году Сугамата окончил Университет Хосэй и присоединился к клубу «Касива Рейсол» (ранее — «Хитачи»). В этом году клуб стал финалистом Кубка лиги и занял второе место в чемпионате Японии. В 1987 году Сугамата завершил карьеру. Он сыграл 131 матч в чемпионате и дважды был включен в символическую сборную по итогам сезонов 1980 и 1982 годов.

## Карьера в сборной
Будучи студентом, 23 июля 1978 года Сугамата дебютировал за сборную Японии против Сингапура. После того, как он стал игроком «Касива Рейсол», он снова был вызван в расположение национальной команды в июне 1980 года. В декабре он провел четыре отборочных матча к чемпионату мира 1982 года. Также в 1982 году Сугамата представлял сборную на Азиатских играх. Всего за сборную он провел 23 игры, завершив выступления в 1984 году.

## Статистика

### В сборной
| Сборная Японии | Сборная Японии | Сборная Японии |
| Год            | Игры           | Голы           |
| -------------- | -------------- | -------------- |
| 1978           | 1              | 0              |
| 1979           | 0              | 0              |
| 1980           | 7              | 0              |
| 1981           | 3              | 0              |
| 1982           | 6              | 0              |
| 1983           | 5              | 0              |
| 1984           | 1              | 0              |
| Итого          | 23             | 0              |